# Renato Curcio
Renato Curcio   (Monterotondo, 23 de setembre de 1941) és un activista polític i editor comunista italià, fundador i líder de les Brigades Roges.

## Biografia

### Orígens
Nascut fruit d'un afer extramatrimonial entre Renato Zampa (germà del director de cinema Luigi Zampa) i Jolanda Curcio, va néixer el 23 de setembre de 19412 a la localitat italiana de Monterotondo, a la província de Roma. Els primers anys van ser difícils tan per ell com per a la seva mare, una mestressa de casa, que li requerien llargues distàncies i temps de separació pel caràcter itinerant de la feina. L'abril del 1945, l'oncle de Curcio, Armando, treballador de l'automoció a la FIAT, va ser assassinat en una emboscada feixista. La mort de l'oncle Armando va fer que desenvolupés una gran consciència contra el feixisme.
Com a alumne pobre que era, va suspendre diverses assignatures el primer any de batxillerat i va haver de repetir curs. Després va reprendre les classes de formació professional fins a mudar-se a Milà per viure amb la seva mare. Es va matricular a l'Institut Ferrini d'Albenga, on es va convertir en un estudiant modèlic. Durant aquest període va estar actiu a l'organització juvenil Giovane nazione.
En acabar la carrera el 1962, va guanyar una beca per estudiar al nou i innovador Institut de Sociologia de la Universitat de Trento, on es va absorbir en la filosofia existencial. A mitjan anys 1960, va gravitar cap a la política radical i el marxisme com a subproducte del seu interès pel jo i l'existencialisme. A finals de la dècada, s'havia convertit en un compromès teòric revolucionari. A més del marxisme, també va estudiar les filosofies de Lenin i Mao, influint encara més en la seva ideologia esquerrana. El 1967, va crear una «contrauniversitat» a la Universitat de Trento, que se centrava a impartir cursos que eren diametralment el contrari del que realment s'estava impartint a la universitat, inclòs l'anticapitalisme, la revolució i el pensament maoista.
Segons Alessandro Silj, tres esdeveniments polítics el van convertir significativament en activista: dues cruentes manifestacions a Trento i una massacre per part de la policia de treballadors agrícoles el 1968. Durant el període 1967-1969, Curcio també va participar en dos grups universitaris marxistes: el Moviment per a una Universitat Negativa i la publicació Lavoro Politico ("Treball polític").

### Brigades Roges
El 1970 van començar els seus contactes amb l'ambient obrer de Milà. En aquesta època van començar les operacions de les Brigades Roges, grup el qual acabà convertint-se en el grup més actiu del seu tipus a la dècada de 1970.
El 1974 Curcio va ser detingut amb Alberto Franceschini pel cap de seguretat Carlo Alberto dalla Chiesa. Un any després va aconseguir escapar de la presó de Casale Moferrato, gràcies a una acció del seu grup. Dos anys després van tornar a detenir-lo. En aquesta oportunitat, les Brigades Roges van segrestrar el primer ministre Aldo Moro per tal d'exigir l'alliberament de Curcio i d'altres empresonats; en no complir-se les seves exigències, Aldo Moro acabà estant assassinat.
El 1978 va ser jutjat i condemnat del delicte d'"insurrecció contra l'Estat". El 1993 obtingué el tercer grau.
Després d'obtinguda la seva llibertat, Renato Curcio va treballar d'editor, a més a més d'activista per l'alliberament dels presos que encara hi resten a les presons italianes per delictes polítics comeses a la dècada de 1970.